# Pejman Jamshidi

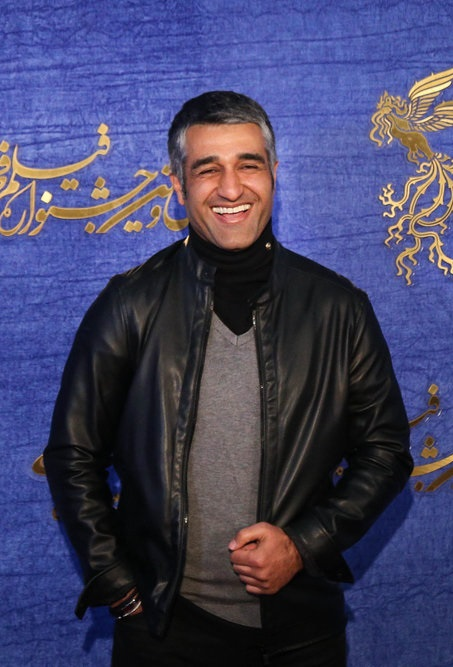
Pejman Jamshidi (2019)

Pejman Jamshidi (persisch پژمان جمشیدی; * 11. September 1977) ist ein iranischer Schauspieler und ehemaliger Fußballspieler. Während seiner Karriere im Fußball spielte er für Vereine wie Saipa, Persepolis und Pas sowie für die iranische Nationalmannschaft. Jamshidi begann seine Schauspielkarriere 2013 mit der Rolle in der Fernsehserie Pejman. Für seine Rolle in den Filmen Sooe Tafahom (2018), Shishlik (2021) und Alafzar (2022) wurde er beim Internationalen Fajr-Filmfestival nominiert. Jamshidi ist einer der lukrativsten und aktivsten Schauspieler im iranischen Kino der letzten Jahre.